# ソウェト蜂起

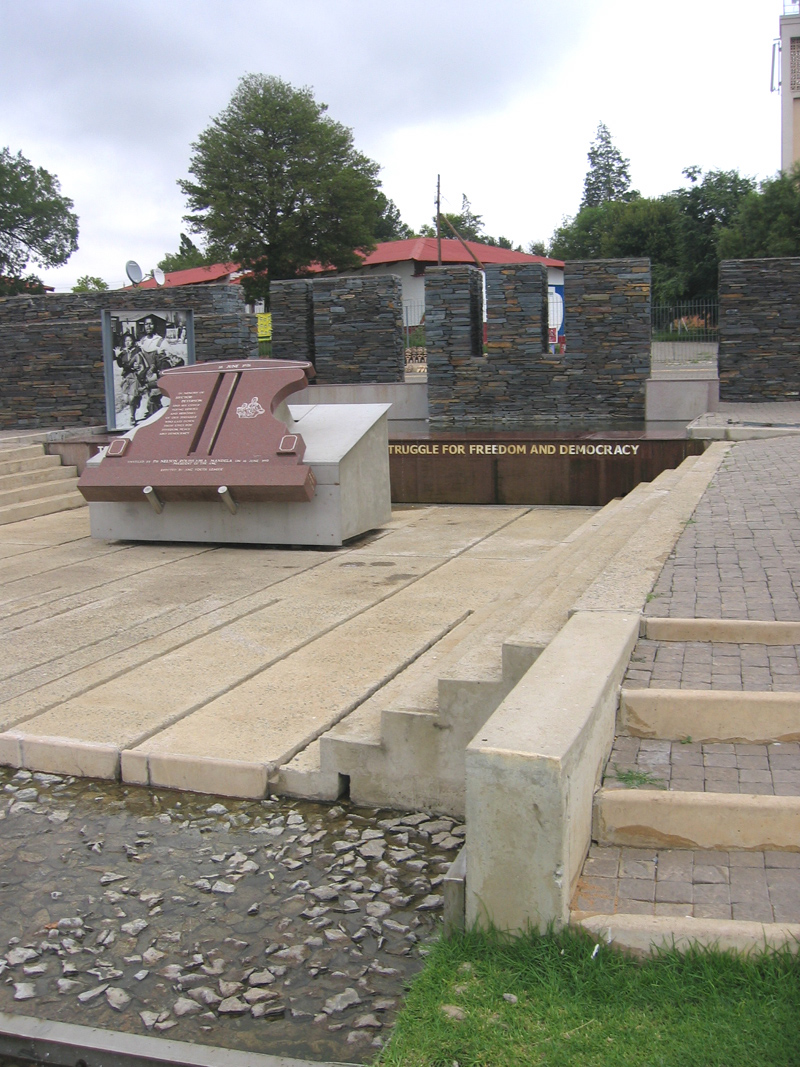
ヘクター・ピーターソン記念碑

ソウェト蜂起（ソウェトほうき、アフリカーンス語: Soweto-opstand、英語: Soweto uprising）は、1976年6月16日に南アフリカ共和国トランスヴァール州（現在のハウテン州）ヨハネスブルグ南東部のソウェト地区で発生したアフリカ系住民による暴動事件である。

## 概要

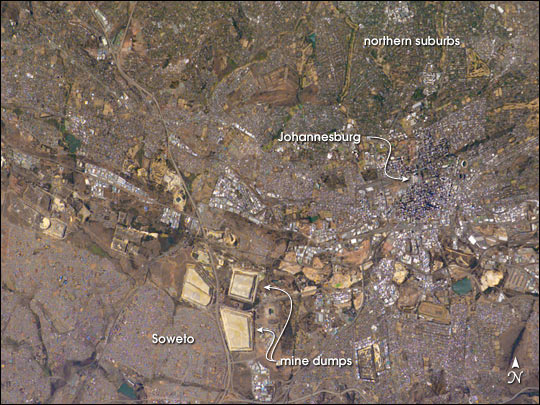
ソウェトの衛星写真

### 背景
1976年、アパルトヘイト政策を敷く南アフリカ政府は、学校でアフリカーンス語の授業の導入を決定。アフリカーンス語を「白人支配の象徴」と見なす黒人、特に学生達の間に激しい反発が起こり、数週間に亘って黒人学生が授業をボイコットする事態に発展していった。

### 抗議行動の原因
すべての黒人の学生がアフリカーンス語を学ぶこと、および中・高等学校での数学、社会科学、地理学と歴史をアフリカーンス語で教えることを強制した1974年のアフリカーンス語中間法令に対し、ソウェトの黒人の学生が抗議した。黒人担当教育副大臣（the Deputy Minister of Bantu Education）パント・ジャンソンはその時次のように言ったとされた

「私は言語問題についてアフリカの人々に相談しなかったし、そうするつもりもない。アフリカ人は「ボス」がアフリカーンス語か英語しか話さないことに気付いただろう。両方の言語を知っていることはその人に有利になるだろう。」

アフリカーンス語はアパルトヘイトを強化した政府の言語として一般に考えられていたので、この法令は黒人を大いに憤慨させた。憤慨は次第に増大し、1976年4月30日、ソウェトのオーランドウエスト小学校の子供たちが学校へ行くことを拒否してストライキに入った。それから彼らの反乱はソウェトの多くの他の学校に広がった。学生たちは1976年6月16日に、バンツーの教育システムが彼らの意見を聞くように要望するデモ行進を開催した。

### 蜂起
同年6月16日、ソウェトでは学生たちが「アフリカーンス語強制」に反対する抗議集会とデモを展開。それに対し警察隊が出動、催涙ガスなどを使用して鎮圧を試みるがデモ隊は投石で応酬。これがきっかけとなり暴動が発生、黒人学生1万人と警察隊300人が衝突。500人が死亡、約2000人が負傷する流血の惨事が発生するに至った。
翌6月17日にはさらに事態は悪化、暴動は収まらず、逆に周辺の市にまで拡大し泥沼化する。
これを憂慮した国際連合安全保障理事会は6月19日に南アフリカを非難する決議案を全会一致で可決した（国連安保理決議392号）。

## 暴動の詳細
1976年6月16日の朝に、学校でアフリカーンス語の学習を強制されることに抗議するため、何千というアフリカ系学生がデモ行進のために集まった。多くの学生はこれから何が起こるかを知らずに登校し、その朝になってデモ行進について知ったが、大部分が参加に同意した。抗議は平和的に行うよう意図されており、より広い黒人意識運動からの支援のもとでソウェト学生代表評議会（SSRC）の行動委員会によって慎重に計画されていた。
行動委員会が十分な統制と平和的な運動を強調した後、教師達も行進を支援した。学生たちは行進を始めたが、すぐに彼らの計画したルート全体に警察がバリケードを築いていたことが分かった。行動委員会のリーダーは警察を刺激しないように群衆に依頼し、行進は別のルートに進んだあとオーランド高等学校の近くで終わった。3,000から10,000人の学生の群衆は学校のエリアに向かって進んだが、同時に警察が警察官の増員を要求した。
その後に起こった大虐殺に関して、何がきっかけだったのかは様々な説がある。学童が石を投げていたと主張した報告があるが、抗議行動は平和的で子供たちからは乱暴な行動はなかったと主張するものもいる。
警察は投石を始めた学生を散らすために催涙ガスのキャニスターを投げた。ガスにより群集は少し後退させられたが、彼らは歌いながら「ビバ・アザニア」、「もし我々がアフリカーンス語を話さなくてはならないなら、フォルスター首相（当時）がズールー語を話さなくてはならない」、「アフリカーンス語反対」といったスローガンのプラカードを振り回し続けた。
その最中に一人の白人警官がピストルを抜き発砲したことでパニックと大混乱が起こった。学生が金切り声を上げて走り始めると、さらに発砲された。最初にヘースティングス・ヌドロフ、次に12歳の子供ヘクター・ピーターソンという具合で、少なくとも4人の子供たちが撃たれた。彼の死体を撮った写真は警察の暴力のシンボルになった。
学生がパニックになったため暴力はエスカレートした。政府がアフリカ系住民を統制するためにアルコールを使っていたと多くの人が信じていたために、酒屋とビヤホールが襲撃された。
救急車が往復するに連れ、救急病院は傷ついて血まみれの子供たちで一杯になった。収容された子供たちのほとんどすべてが銃弾傷を受けていた。しかし暴力は夕暮れになって沈静化し、警察車両と装甲車両が夜を通じて道路をパトロールした。
6月16日の大虐殺の後も学生と警察の間の敵意は激しく、警察官は無差別に発砲し、抗議者はさらに増えるという状態であった。都市部の青年はそれまで長い間不満と怒りを溜めていたのだったが、この暴動が彼らの不満に破裂口を与える機会になってしまった。
6月17日、自動小銃、スタンガンとカービン銃を含めた高性能の武器で武装した1,500人の重武装警官がソウェトに配備された。彼らは空からその区域を監視しているヘリコプターと共に、装甲車で厳重に警備を固めた。南アフリカの陸軍も、軍事力を見せるための戦術的な手段として待機を命ぜられた。基本的な群集の整理はその当時の南アフリカの警察訓練に含まれていなかったので、警察官の多くが無差別に発砲し多くの人々を殺傷した。これにより学生の反発を更に招くことになった。

## 余波
多くの南アフリカの市民がソウェトでの政府の行いに憤激し、そして子供たちを殺したことに抗議するためにおよそ300人のウィトウォーターズランド大学の白人学生がヨハネスブルグの市街地で行進した。黒人の労働者も同様にストライキを行い、そしてキャンペーンの進行につれて彼らに合流した。大きな暴動の脅威がソウェトを越えて広がりつつあった。
学生組織が青年のエネルギーと怒りを政治的な抵抗に向けた。テンビサ(Thembisa)で学生が非暴力の団結行進を成功裏に開催したが、カギソ(Kagiso)で開催された類似の抗議では、警察が参加者グループを制止して撤退させたあと、参加者が集まるのを待っていた少なくとも5人の人々を殺した。暴力は6月18日にようやく沈静化した。
ソウェトでの継続的な衝突は経済的不安定を起こした。南アフリカ・ランドは急速に平価を切り下げ、そして政府は危機に追い込まれた。

## 顛末
6月25日までには死者176人、負傷者1139人、逮捕者1298人（警察発表による）を出す、前代未聞の大惨事になる。

## 国際反応
ヘンリー・キッシンジャー米国国務長官（当時）は、暴動の時まさに南アフリカを訪問しようとしていた。そしてこの蜂起は国全体に否定的な光を投げかけた。
アフリカ民族会議(ANC)の亡命者が南アフリカに対して国際的な動きといっそうの経済制裁を要求した。暴動の映像が世界中いたる所に広がり、何百万人もの人にショックを与えた。
ジャーナリストによって撮られたヘクター・ピーターソンの死体の写真は怒りを呼び、アパルトヘイト政府への国際非難をもたらした。多くの西洋の国において、南アフリカ政権に対する抗議行動が起こった。国際連合は南アフリカにさらに多くの制裁を課した。

## 遺産

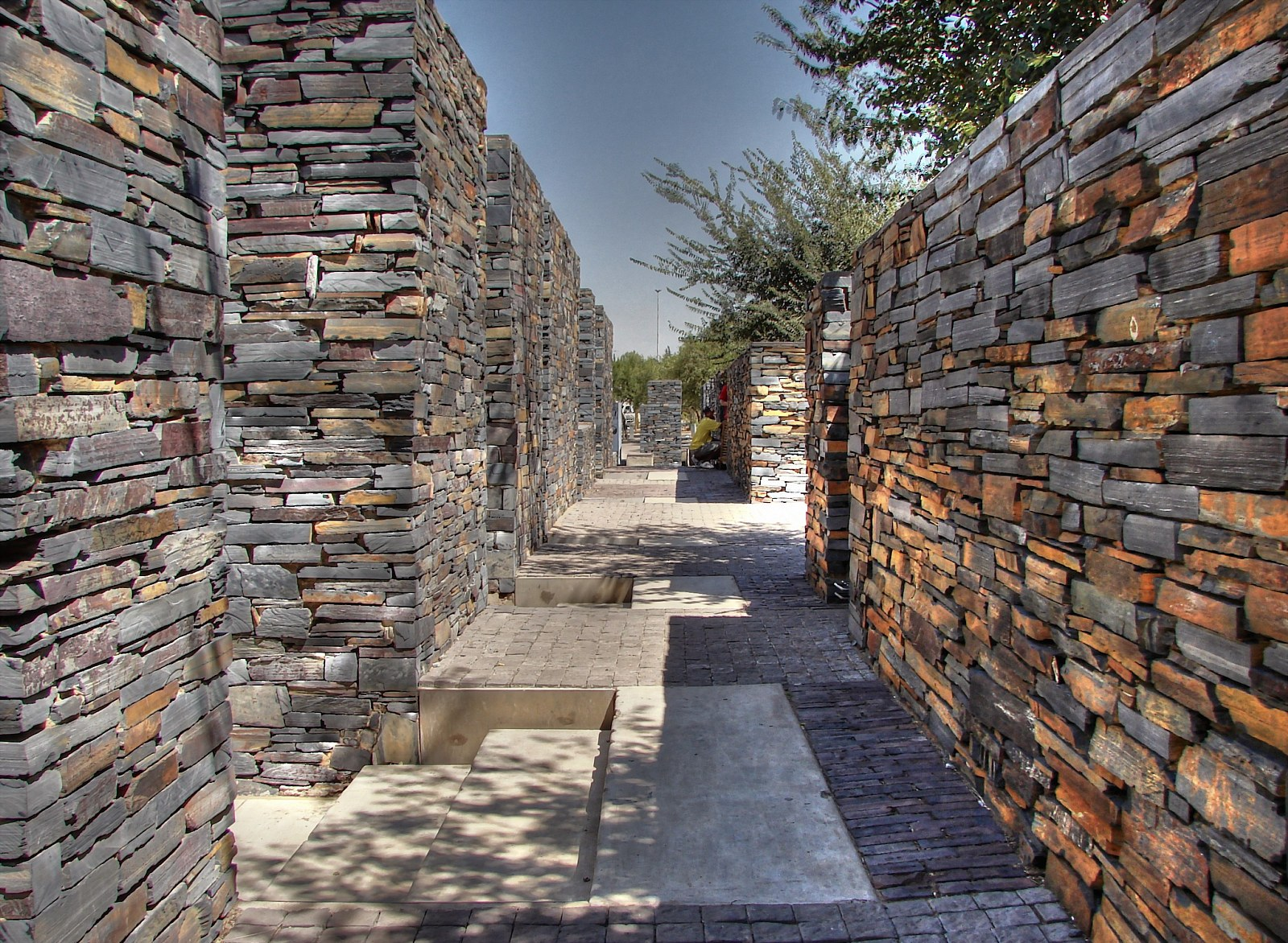
ヘクター・ピーターソン記念館

この暴動がアパルトヘイト体制の終焉の始まりを意味した出来事であると広く考えられている。この暴動は国中に反響を呼び、暴動の後には、多くの黒人の市民がアパルトヘイトの現実に目覚め抵抗を始めた。
一方で若干の白人の市民も政府に対する支持を撤回した。政府による取り締まりが続いたにもかかわらず、人民の不安とアパルトヘイトに対する反対は1980年代の終わりまで成長し続けた。国内外の圧力により、1990年から1994年の間の交渉を経てアパルトヘイトは終わった。
ソウェト蜂起は、リチャード・アッテンボローによる1987年の映画「遠い夜明け」、およびブロードウェイのミュージカル「サラフィナ!」（後にウーピー・ゴールドバーグ主演で映画化)、2003年の映画「Stander」でも扱われている。
また、アンドレ・ブリンクはこの蜂起を題材にした小説「白く渇いた季節」(集英社)を執筆、後に映画化された。
毎年6月16日は「青年の日」として南アフリカの祝日となっている。